# Alles, was ich liebe
Wszystko, co kocham ist ein polnischer Spielfilm von Jacek Borcuch aus dem Jahr 2009. Der Film wurde unter anderem auf dem Sundance Film Festival 2010 vorgestellt und 2011 als polnischer Beitrag in der Kategorie „bester fremdsprachiger Film“ für die Oscarverleihung 2011 ausgewählt, schaffte es jedoch nicht in die Endauswahl.

## Handlung
Polen, Frühling 1981: An der polnischen Küste lebt der 18-jährige Jugendliche Janek, der zusammen mit seinen Schulfreunden eine Punk-Rock-Band gegründet hat und auf den großen Durchbruch wartet. Sein holpriger Einstieg ins unerfahrene Musikbusiness wird von seiner turbulenten Liebesbeziehung zu Schulfreundin Basia und den politischen Veränderungen, die Polen zu dieser Zeit erfährt, begleitet. Das Land befindet sich in Aufruhr, da die Solidarność politische Konflikte, Streiks und den Kriegszustand des Landes hervorgerufen haben. Trotz der politischen und fordernden Songtexte von Janeks Punkrock-Band hilft ihm sein Vater, ein Offizier des Militärs, kleinere öffentliche Auftritte zu organisieren. Der Film findet einen vorläufigen Höhenpunkt, als Basia dazu gezwungen wird den Kontakt zu dem Musiker abzubrechen, da ihre Eltern den Umgang mit einem Sympathisanten der Regierung verbieten. Zudem führen unglückliche Umstände dazu, dass die Musik der jungen Künstler aufgrund der politischen Zensur verboten wird. Niedergeschlagen von den aktuellen politischen Ereignissen, dem Raub von Individualität und des künstlerischen Ausdrucks, lehnen sich Janek und seine Bandkollegen gegen das System auf, indem sie trotz des Verbots ihre unerlaubte Musik spielen. Sie erwecken dadurch Sympathie, Kritik und Einheit unter den Jugendlichen, welche sich nach einem neuen und freien Polen sehnen und ihre Hoffnung in die Solidarność setzen. Janek und Basia treffen schließlich wieder aufeinander, doch das Paar muss sich einer Trennung stellen, als Janek erfährt, dass Basia zusammen mit ihrer Familie nach Deutschland geht, da sie keine Zukunft mehr im politischen System Polens sehen.

## Themen
- Solidarność: Mit seiner Darstellung kritisiert der Film die politische Bewegung der 80er Jahre in Polen und stellt die damit zusammenhängenden Schwierigkeiten des politischen Systems im Polen dar.
- Musik: Die Musik und insbesondere das Genre Punkrock gilt im Film als Symbol der Zensur und des allgemeinen Verbots. So sehen sich die Jugendlichen im Film gezwungen, ihre Musik geheim zu halten, um politische Kritik zu meiden.
- Polnische Jugend: Mit dem starken Fokus auf der Darstellung von Jugendlichen, gelingt es Borcuch ein realistisches Bild einer geplagten Gesellschaft zu demonstrieren.

## Kritiken
All that I love erhielt überwiegend positive Kritiken.
Die Zeitschrift Polityka lobte den schlichten und doch emotionalen Blick den der Regisseur gewährt und den Film dadurch nicht nur für ältere Altersgruppen aufgrund seiner historischen Referenzen attraktiv macht. Der Film erwecke eine willkommene Nostalgie in der Darstellung des Erwachsenwerdens des Jugendlichen Janek. Der Hollywood Reporter schreibt, dass, obwohl der Film auf typische Elemente von Punk-Rock Filmen zurückgreift, die Darstellung der Hauptdarsteller allgemein überzeugt. Variety bemängelt zwar einige „stereotypische Momente“, betont jedoch, dass der Film trotz unzähliger Vorgänger desselben Genres weitgehend Klischees meidet.

## Auszeichnungen
- Polnischer Filmpreis 2011
  - Auszeichnung in der Kategorie Bestes Drehbuch (Jacek Borcuch)
  - Auszeichnung in der Kategorie Beste Nachwuchsleistung (Mateusz Kościukiewicz)
  - Auszeichnung in der Kategorie Publikumspreis (Jacek Borcuch)
  - Nominierung in der Kategorie Bester Film (Jacek Borcuch)
  - Nominierung in der Kategorie Bester Hauptdarsteller (Mateusz Kościukiewicz)
  - Nominierung in der Kategorie Beste Hauptdarstellerin (Olga Frycz)
  - Nominierung in der Kategorie Bester Nebendarsteller (Andrzej Chyra)
  - Nominierung in der Kategorie Beste Regie (Jacek Borcuch)
  - Nominierung in der Kategorie Beste Filmmusik (Daniel Bloom)
- Gdynia Film Festival 2009
  - Nominierung in der Kategorie Złote Lwy (Jacek Borcuch)
  - Auszeichnung in der Kategorie Bestes Szenenbild (Elwira Pluta)
  - Auszeichnung in der Kategorie Złoty Klakier (Jacek Borcuch)
  - Auszeichnung in der Kategorie Ehrenpreis (Jacek Borcuch)
- Polish Film Festival Los Angeles 2010
  - Auszeichnung in der Kategorie Bester Film (Jacek Borcuch)
- Złota Kaczka 2010
  - Nominierung in der Kategorie Bester Film der Saison 2009/2010
  - Nominierung in der Kategorie Beste Schauspielerin der Saison 2009/2010 (Olga Frycz)
  - Nominierung in der Kategorie Bester Schauspieler der Saison 2009/2010 (Andrzej Chyra)
  - Nominierung in der Kategorie Bester Schauspieler der Saison 2009/2010 (Mateusz Kościukiewicz)
  - Nominierung in der Kategorie Beste Kamera der Saison 2009/2010 (Michal Engert)
  - Nominierung in der Kategorie Bestes Drehbuch der Saison 2009/2010 (Jacek Borcuch)
- Sundance Film Festival 2010
  - Nominierung in der Kategorie World Cinema – Dramatic (Jacek Borcuch)
- TOFIFEST International Film Festival 2010
  - Nominierung in der Kategorie Bester Film (Jacek Borcuch)
- Festiwal Wisla 2010
  - Nominierung in der Kategorie Bester Film (Jacek Borcuch)
- Złota Kaczka 2011
  - Auszeichnung in der Kategorie Bester Liebesfilm (Mateusz Kościukiewicz, Olga Frycz)